# 熊本県道260号皆越免田線
熊本県道260号皆越免田線（くまもとけんどう260ごう みなごえめんだせん）は、熊本県球磨郡あさぎり町を通る一般県道である。

## 概要

### 路線データ
- 起点：熊本県球磨郡あさぎり町皆越
- 終点：熊本県球磨郡あさぎり町免田東（あさぎり町免田東交差点、国道219号・熊本県道48号多良木相良線交点）

## 路線状況

### 重複区間
- 熊本県道43号錦湯前線（球磨郡あさぎり町上南）

## 地理

### 通過する自治体
- 球磨郡あさぎり町

### 交差する道路
| 交差する道路                       | 交差する場所 | 交差する場所                  |
| ---------------------------------- | ------------ | ----------------------------- |
| 熊本県道43号錦湯前線 重複区間起点  | 上南         |                               |
| 熊本県道43号錦湯前線 重複区間終点  | 上南         |                               |
| 国道219号 熊本県道48号多良木相良線 | 免田東       | あさぎり町免田東交差点 / 終点 |

### 沿線
- 球磨川
- 清願寺ダム
- あさぎり町立上小学校
- あさぎり町役場 上支所
- くま川鉄道湯前線 あさぎり駅